# Maria-Rosa Rodriguez
Pour les articles homonymes, voir María Rodríguez et Rodríguez.
Maria-Rosa Rodriguez, appelée aussi Yana Chouri ou Toty Rodríguez, est une actrice et chanteuse équatorienne et française, née le 7 novembre 1942 à Quito, (Équateur).

## Biographie
Maria-Rosa Rodriguez, qui a aussi des origines espagnoles, a gagné le concours de Miss Équateur en 1960. Dans ses biographies, elle apparaît sous plusieurs noms différents : Maria-Rosa Rodriguez pour ses débuts, pour plusieurs films en France, et pour sa carrière en Italie ; Yana Chouri, pour son film le plus connu, Pouic-Pouic ; Toty Rodríguez en Équateur.
Elle a joué son premier rôle au cinéma dans le film Pouic-Pouic de Jean Girault, en 1963, dans le rôle de Palma Diamantino. Femme du Sud, elle a souvent incarné au cinéma la « latina » au caractère indomptable. Elle joue dans Les Gorilles de Jean Girault, dans Le Grand Restaurant de Jacques Besnard, en 1966, ainsi que la fausse journaliste traîtresse dans Les Chevaliers du ciel, série de François Villiers à la télévision (1965).
Au début des années 1970, elle est rentrée en Équateur où elle a notamment poursuivi une carrière de comédienne au théâtre. Elle y habite toujours et est apparue en 2012 dans un documentaire sur sa carrière réalisé par León Felipe Troya. Elle a participé en tant qu'invitée d'honneur à la deuxième semaine du cinéma équatorien à Paris en octobre 2012.

## Filmographie

### Cinéma
- 1962 : Virginie
- 1963 : Pouic-Pouic : Palma Diamantino
- 1963 : Le Bon Roi Dagobert : Une des reines
- 1964 : Aimez-vous les femmes ? : La strip-teaseuse
- 1964 : Les Gorilles : Lætitia
- 1964 : La Cité de l'indicible peur de Jean-Pierre Mocky : Gilda
- 1965 : L'Amour à la chaîne : Barbara
- 1965 : Coplan FX 18 casse tout : Sheila
- 1965 : Le Chant du monde
- 1965 : Les Bons Vivants : Carmen (sketch Les Bons Vivants)
- 1965 : Les Enquiquineurs : Señora de Azucar
- 1966 : Le Grand Restaurant : Sophia
- 1967 : Ne jouez pas avec les Martiens
- 1967 : Estouffade à la Caraïbe : Estella
- 1989 : L'Ascension du Chimborazo (Die Besteigung des Chimborazo) de Rainer Simon : La comtesse
- 2002 : Un titán en el ring de Viviana Cordero

### Télévision
- 1965 : Les Chevaliers du ciel de François Villiers : la fausse journaliste
- 1965 : Foncouverte[3] de Robert Guez : la gitane
- 1966 : Au théâtre ce soir, Virginie de Michel André : Amalia Escudero
- 1969 : Fortune